# Усть-Зиган (разъезд)
Усть-Зиган — разъезд и остановочный пункт на линии Карламан — Мурапталово Башкирского региона Куйбышевской железной дороги. Находится в Стерлитамакском районе, в деревне Усть-Зиган Куганакского сельсовета.

## Расположение и инфраструктура
Разъезд расположен в одноимённой деревне. Остановочный пункт имеет одну боковую низкую платформу. Здание вокзала не действует, железнодорожных билетных касс нет. Коммерческие операции, осуществляемые по станции: посадка и высадка пассажиров на (из) поезда пригородного и местного сообщения. Прием и выдача багажа не производятся.

## Дальнее сообщение
Пассажирские поезда № 371/372 Уфа — Андижан и № 381/382 Уфа — Ташкент на разъезде Усть-Зиган не останавливаются.

## Пригородное сообщение
Разъезд Усть-Зиган является промежуточным для всех пригородных поездов. Пригородное сообщение осуществляется рельсовыми автобусами РА1 и РА2. По состоянию на март 2020 года остановку на разъезде Усть-Зиган имеют поезда:
- Стерлитамак — Карламан (ежедневно, 1 пара поездов, время в пути от/до Стерлитамака — около 38 минут, от/до Карламана — 1 час 27 минут — 1 час 33 минута)
- Стерлитамак — Уфа (ежедневно, 1 пара поездов, время в пути от/до Стерлитамака — около 38 минут, от/до Уфы — 2 часа 52 минут — 3 часа 01 минут)

Текущее расписание пригородных поездов по разъезду Усть-Зиган можно посмотреть здесь:
- Расписание пригородных поездов. Яндекс.Расписания.